# Mad Heidi
Pour plus de détails, voir Fiche technique et Distribution.
Mad Heidi est un long métrage suisse de 2022 réalisé par Johannes Hartmann et Sandro Klopfstein, avec Alice Lucy (Heidi), David Schofield (Alpöhi) et Casper Van Dien (président Meili). Timo Vuorensola, réalisateur des deux films Iron Sky, était producteur exécutif.
Ce long-métrage peut être considéré comme le premier film de la "Swissploitation",.

## Résumé
Heidi vit dans les montagnes avec son petit ami Goat Peter et son grand-père Alpöhi. Goat Peter gêne le président suisse et magnat du fromage Meili en vendant son propre fromage, ce qui déplaît au président qui se voit gêné dans son monopole. En guise de punition, Peter est exécuté publiquement, sous les yeux d'Heidi, par le commandant Knorr. Heidi est arrêtée et emmenée dans une prison pour femmes dans les montagnes .
Là, elle est maltraitée par ses codétenues et forcée de manger le fromage de Meili afin de devenir forte pour participer à une épreuve de lutte lors de la fête nationale. Heidi tue le directeur de la prison et parvient à s'échapper. Dans un monastère, elle s'entraîne et est déterminée à mettre un terme au fascisme du fromager. Au cours d'une de ses campagnes, elle est capturée et forcée de lutter. Là, elle parvient à vaincre ses adversaires et, avec son grand-père et d'autres membres du mouvement de résistance, elle tue Meili,.

## Distribution
- Alice Lucy : Heidi
- David Schofield : Alpöhi
- Casper Van Dien : Président Meili
- Katja Kolm : Miss Rottweiler
- Kel Matsena : Goat Peter
- Almar G. Sato : Klara Sesemann
- Max Rüdlinger : Commandant Knorr
- Werner Biermeier : Maître fromager Kari
- Pascal Ulli : Dr Schwitzgebel
- Rebecca Dyson-Smith : Lutz
- Milo Moiré : le serviteur de Meili
- Yves Wüthrich
- Thomas Schott : Kormann Fahrer Morgensterntruck/Musiker
- Léon Herbert : Isaac
- Philippe Schuler : Délégué français
- Patrick Slanzi : Soldat Mouchard
- Grazia Pergoletti : Dame de la propagande
- Matthias Koch : Soldat de Morgenstern
- Dennis Schwabenland : le soldat homme fort

## Sortie
Il a été présenté en avant-première le 7 septembre 2022 au Festival international du film fantastique de Bruxelles, où le film a remporté le prix du public,.
Au Festival du film de Zurich 2022, la production a été présentée en séance spéciale. La sortie en salles en Allemagne, en Autriche et en Suisse a eu lieu le 24 novembre 2022 et le film est sorti sur le site Web le 8 décembre 2022.

## Réception
Sur Rotten Tomatoes, le film détient un taux d'approbation de 89 % basé sur 28 critiques. Lutz Granert a attribué à Filmstarts.de trois étoiles sur cinq. Même si la gamme de gags aurait pu être un peu plus large, le film est amusant en raison de nombreuses allusions cinématographiques souvent cachées.
Pour l'équipe du JVmag.ch, l'humour est potache sans être outrancier. Les chorégraphies des scènes de combat sont bien réalisées, rappelant les films d'action de Quentin Tarantino ou Chad Stahelski. Les scènes gores « rendent hommages » au cinéma bis. La musique rend hommage aux arrangements d'Ennio Morricone, accompagné de musique traditionnelle suisse et de cor des Alpes.
Sandro Götz a déclaré sur outnow.ch que le film était divertissant dès la première minute jusqu'à la scène finale. Le film est plein de gags amusants et de clichés sur la Suisse et une parodie de la monarchie malavisée et de la mégalomanie, même si quelques scènes Splatter invitent au dégoût. Michael Sennhauser a écrit sur srf.ch que le film répond de manière fiable aux attentes et remplit ainsi l'aspect central du film Exploitation. La chose la plus étonnante est la diversité décontractée et sans effort. Le fait que cela soit moins visible que dans les productions sur papier glacé est dû au fait que le cinéma d’exploitation trash a toujours fonctionné démographiquement : donner au public ce qu’il veut, mais sans message.
Rouven Linnarz a attribué à ce film d'exploitation « très divertissant qui combine action et comédie » sur film-rezensionen.de une note de sept points sur dix. Chaque plan de leur film montre le grand amour de Hartmann et Klopfstein pour ce genre, et en plus d'une excellente actrice principale, la production a de nombreux moments divertissants, sanglants et hilarants à offrir.
Selon Matthias Greuling du Wiener Zeitung, la production brille « par des astuces parfaites et de superbes images, un concept marketing simple mais efficace, des chiffres exagérés et une image de la Suisse qui tend un miroir déformant à l'ego de cette nation ».

## Récompenses
- Festival international du film fantastique de Bruxelles 2022
- Prix du public [5] Vancouver Horror Show 2022
- Prix du meilleur long métrage